# Muzica Tomb Raider
Articolul se referă la orice melodie din seria de jocuri Tomb Raider. Instrumenația de bază pentru muzica din toate jocurile este de tip orchestrală, deși cu fiecare joc ea suferă mici modificări de stil. Aproape toată muzica a fost creată cu ajutorul tehnologiei electronice (sintetizatoare electronice și biblioteci digitale de compoziție muzicală), totuși muzica din Tomb Raider: Îngerul Întunericului este o excepție în serie fiind compusă pentru orchestră adevărată, respectiv Orchestra Simfonică din Londra.
Sunetul de vibrafon folosit pentru a accentua sentimentul la găsirea unui secret din jocuri este cel mai renumit sunet din jocuri. Sunetul a fost folosit în toate jocurile, cu mici variații de tonalitate și stil, mai puțin în Tomb Raider: Legenda.

## Tomb Raider
Sentiment general: Muzică Clasică și Mister.
Compozitor: Nathan McCree.
Colaborator: Martin Iveson. 
La începutului temei principale se aude un oboi, mai târziu melodia dezvoltându-se într-o melodie de orchestră mică cu influențe celtice. Notele muzicale ale sunetul solo de oboi rămân ca temă principală pentru viitoarele jocuri.

## Tomb Raider II
Sentiment general: Muzică Clasică și  Fantezie.
Compozitor: Nathan McCree.

## Tomb Raider III
Sentiment general: Muzică Clasică și  Aventură.
Compozitor principal: Nathan McCree.
Colaboratori: Martin Iveson, Peter Connelly și Matthew Kemp. 
Temele principale ale primelor trei jocuri sunt asemănătoare din punctul de vedere al instrumentației dar totuși fiecare temă transmite sentimentul ei propriu. Se folosesc instrumente ca corzi, harpe și intrumente de suflat. Lara fiind de orignie din Marea Britanie, multe melodii din jocuri seamană foarte mult cu melodiile irlandeze instrumentale.
Sunetele simfonice ale primelor jocuriau fost realizate cu ajutorul unei orgi electronice de la firma Roland Corporation, de serie JV, dar având instalat pe ea un kit special pentru orchestră.

## Tomb Raider: The Last Revelation
Sentiment general: Antic și Mitic.
Compozitor: Peter Connelly.
Tema principală a celui de al 4-lea joc este o melodie electronică asemănătoare cu cea orchestrală cu influențe din muzica egipteană, notele muzicale ale compoziție fiind cele din tenele primelor trei jocuri dar complet reorchestrate.  În timpul jocului  se aud variații ale temei principale dar compuse cu instrumente diferite specifice fiecărui nivel din joc.

## Tomb Raider Chronicles
Sentiment general: Militar și Teamă.
Compozitor: Peter Connelly.
Al cincilea joc aduce din nou în lumină melodii din primul și cel de-al patrulea joc (jocul a fost facut ca o comemorare pentru ceea ce a fost Lara în primele jocuri, totodată și ca un sfârșit al stilului vechi al Larei de pentru pregătirea unei noi Lara, de generație nouă) dar vine și cu un nou stil de muzică, mai întunecat și mai sinistru.
Jocul nu are o temă principală dar totuși la intrarea în joc se aude o melodie foarte scurtă, ce poate înlocui temă principală.
În Roma se pot auzi melodii în stil clasic Tomb Raider. În episodul cu submarinul muzica are un aer milităresc. În Irlanda se aude o muzică sinistră, iar în ultimul episod muzica se aseamănă cu cea din Tomb Raider: Legenda.

## Tomb Raider: The Angel of Darkness
Sentiment general: Obscur și Urmărit.
Compozitor: Peter Connelly.
Colaborator: Martin Iveson. 
Al șaselea joc combină stilul de compoziție a lui Danny Elfman (în special cel de la lucrările pentru Batman) cu vechiul stil al Larei. Este prima oară în serie când se trece la o Lara de generție nouă și se experimentează folosirea unei orchestre adevărate pentru muzica de fundal a jocului. Deși jocul nu a fost primit foarte bine de fani, totuși muzica jocului a fost foarte bine apreciată. În orchestră sau folosit oboi, harpă și flaut.
Există câteva melodii din TR4 și TR5 care au fost reorchestrate pentru acest joc.
Compozitorii sunt Peter Connelly și Martin Iveson iar orchestra a fost dirijată de David Snell.
Peter Wraight a ajutat de asemenea la realizare compozițiilor acestui joc, ajutându-i pe ceilalți cu experiența lui în aranjamentul orchestral. 

## Tomb Raider: Legend
Sentiment general: Galez și Modern.
Compozitor: Troels Brun Folmann.
Al șaptelea joc din serie aduce un nou tip de muzică, care se schimbă după acțiunile Larei. Majoritate melodiilor sunt de gen rock alternativ. Genul acesta de muzică a mai fost folosit și înainte în special la spoturile publicitare ale jocurilor și câteodată chiar și în joc. Chiar și la realizarea soundtrack+ului filmelor s-a folosit intens acest gen de muzică. Câteodată muzica are mici bucăți de muzică orchestrală amintind de muzica din vechile jocuri, dar acum în loc de a recrea atmosfera de orchestră el se folosște de o multitudine de ecouri pentru sunetele orchestrale.
Melodia de început din joc începe cu câteva note din tema principală a primului joc, cu ajutorul unui instrument oriental numit duduk.  Această temă este auzită deseori în joc, pe post de lait-motiv sau într-un motiv de trei note muzicale care a mai fost folosit și în jocurile precedente. Versurile temei principale aparțin unei melodii tradiționale irlandeze numită Ailein duinn, cea mai cunoscută interpretare fiind a formației Capercaillie.
În 2006 Troels Folmann câțtigă premiul BAFTA la categoria 'Cea mai originală muzică' și premiul GAN de 'Muzica Anului'.

## Tomb Raider: Anniversary
Sentiment general: Relaxare și Galez.
Compozitor: Troels Brun Folmann.
Muzica pentru Tomb Raider: Anniversary a fost compusă de Troels Brun Folmann. Majoritate albumului de melodii conține teme și compoziții originale, dar totuși în muzica din acest joc se regăsesc teme din primul joc al seriei compuse de Nathan McCree, cum ar fii: "Time to Run," "Puzzle Theme," and "Puzzle Theme II" dar complet recompuse.
Tema principală poate fii descrisă ca o melodie de celebrare a temei primului joc din serie, având instrumente similare cu melodia respectivă. Cântecul începe cu un crescendo puternic de intrumente de suflat și corzi de sunet gros, cântând cea mai celebră melodie din Tomb Raider, apoi se întrerupe pentru o interpretare cu harpă originală a temei din TR1,. Pizzicato de corzi, pian în creștere și descreștere a notelor, clopoței, instrumente de sticlă se remarcă în noua versiune a temei, aducând aerul modern pe care Crystal Dynamics și Folmann și l-au dorit pentru Tomb Raide Aniversar.
Muzica lui Folmann din varianta aniversară diferă destul de mult de Tomb Raider: Legenda, prin faptul că lipsește muzica techno din joc sau alte efecte techno electronice. Muzica din ediția aniversară reușete să combine muzica din primul joc al seriei cu muzica tipică de film: pur corală și orchestrală. Folmann folosește o muzică mai complexă în ceea ce privețte compoziția ți instrumentația, folosind mai multe instrumente de suflat. Cea ce rămâne remarcabil în acest joc esten folosire excesivă de clopoței la toate melodiile din joc.

## Tomb Raider: Underworld
Sentiment general: Călătorie
Compozitor: Colin O'Malley
Colaborator și supervizor: Troels Brun Folmann.
Troels Brun Folmann este compozitorul temei muzicale principale din acest joc și tot el a supravegheat procesul de compoziție. Partea cea mai mare din muzica jocului este compusă de Colin O'Malley.
Muzica din joc nu mai este constantă, așa cum se întămplă în Legend, ci este fragmentată, compozițiile fiind mult mai scurte așa cum ne-am obișnuit deja în primele cinci jocuri video din seria Tomb Raider.
Primele 4 secunde din tema principală sunt cele 4 note foarte cunoscute ale temei principale primului joc din serie. Sfârșitul melodiei crește în volum prin adăugarea de percuție și cor. Finalul de după partea culminantă a melodiei eliberează toată agitația dizolvându-se într-un solo de aceleași 4 note, această formulă de încheiere fiind reminescentă cu formula de încheiere de la sfârșitul temei principale din Tomb Raider: Angel of Darkness.